# ŠKF Sereď
ŠKF Sereď is een Slowaakse voetbalclub uit Sereď. De club werd in 1914 opgericht en speelt sinds 2018 met een sponsortoevoeging als ŠKF iClinic Sereď. 
In 2018 werd de club kampioen in de 2. Liga en promoveerde voor het eerst naar de Fortuna liga. Daar speelt de club haar thuiswedstrijden in het Štadión Myjava in Myjava omdat het eigen stadion in Sereď niet aan de eisen van de bond voldoet.

## Historische namen
- 1914 – Seredský ŠK (Seredský športový klub)
- 195? – TJ Slavoj Sereď (Telovýchovná jednota Slavoj Sereď)
- 1966 – TJ Hutník Sereď (Telovýchovná jednota Hutník Sereď)
- ŠKF Sereď (Športový klub futbalu Sereď)
- 2018 – ŠKF iClinic Sereď (Športový klub futbalu iClinic Sereď)

Dunajská Streda · 
Dukla Banská Bystrica ·
FC Košice ·
Železiarne Podbrezová ·
MFK Ružomberok · 
Skalica ·
Slovan Bratislava · 
Spartak Trnava · 
AS Trenčín · 
MFK Zemplín Michalovce · 
FC ViOn Zlaté Moravce ·
MŠK Žilina